# Snopkiewicz
Snopkiewicz – polskie nazwisko. Na początku lat 90. XX wieku w Polsce nosiły je 282 osoby, według nowszych, internetowych oparty danych liczba jest 356. Nazwisko pochodzi od słowa snop i jest najbardziej rozpowszechnione w środkowo-wschodniej Polsce.

## Znane osoby noszące to nazwisko
- Halina Snopkiewicz (1934–1980) – polska powieściopisarka, tłumaczka i autorka powieści dla młodzieży;
- Jacek Snopkiewicz (ur. 1942) – polski dziennikarz, publicysta i scenarzysta telewizyjny.